# Erich Segal
Erich Wolf Segal (Nueva York, 16 de junio de 1937 - Londres, 17 de enero de 2010) fue un escritor, guionista y profesor de estudios clásicos estadounidense. Es conocido principalmente por haber escrito la novela Love Story y el guion de la película homónima basada en su novela, obras ambas que fueron grandes éxitos en todo el mundo.

## Biografía
Hijo de un rabino y una ama de casa, asistió a la Midwood High School en Brooklyn, Estados Unidos, y se desplazó a Suiza a recibir cursos de verano. Posteriormente, se matriculó en la Universidad de Harvard.

## Filmografía
- Yellow Submarine (1968)
- The Games (1970)
- R.P.M. (1970)
- Love Story (1970)
- Jennifer on My Mind (1971)
- Oliver's Story (1978)
- A Change of Seasons (1980)
- Man, Woman and Child (1983)

## Premios y distinciones
Premios Óscar
| Año  | Categoría                        | Película   | Resultado |
| ---- | -------------------------------- | ---------- | --------- |
| 1970 | Mejor argumento y guion adaptado | Love Story | Nominado  |